# Karanglayung (Karangjaya)
Karanglayung is een bestuurslaag in het regentschap Tasikmalaya van de provincie West-Java, Indonesië. Karanglayung telt 4231 inwoners (volkstelling 2010).